# Lagupie
Lagupie (okzitanisch Lagupia) ist ein Ort und eine aus mehreren Weilern und Einzelgehöften bestehende Gemeinde mit 686 Einwohnern (Stand: 1. Januar 2022) im südfranzösischen Département Lot-et-Garonne in der Region Nouvelle-Aquitaine.

## Lage
Der Ort Lagupie liegt auf dem Nordufer des Flüsschens Gupie etwa neun Kilometer nordwestlich von Marmande auf einer Höhe von ca. 34 m über dem Meer. Das Klima ist mild und wird in hohem Maße vom Atlantik bestimmt; Regen fällt übers ganze Jahr verteilt.

## Bevölkerungsentwicklung
| Jahr      | 1800 | 1851 | 1901 | 1954 | 1999 | 2018 |
| Einwohner | 381  | 543  | 476  | 396  | 489  | 707  |

Die Reblauskrise im Weinbau und der Verlust von Arbeitsplätzen durch die Mechanisierung der Landwirtschaft haben seit der zweiten Hälfte des 19. Jahrhunderts zu einem kontinuierlichen Bevölkerungsrückgang geführt, der sich jedoch in den 1990er Jahren wieder umgekehrt hat.

## Wirtschaft
Die Bewohner der Gemeinde lebten jahrhundertelang als Selbstversorger von den Erträgen ihrer Felder und Gärten; daneben wurden auch Viehzucht und Weinbau betrieben. Im Ort selbst siedelten Handwerker, Kleinhändler und Dienstleister. Seit den 1960er Jahren werden einige der leerstehenden Häuser, aber auch Neubauten, als Ferienwohnungen (gîtes) genutzt. Die Gemeinde gehört seit 1990
zum Weinbaugebiet Côtes du Marmandais.

## Geschichte
Die Region war schon in der Antike besiedelt; die Römer brachten wahrscheinlich auch den Wein hierher.
Im Mittelalter war das Gebiet zwischen England und Frankreich umstritten und wurde erst nach dem Ende des Hundertjährigen Krieges (1337–1453) endgültig französisch. Später gehörte das Gebiet zur historischen Provinz des Agenais.

## Sehenswürdigkeiten
- Die ursprünglich einschiffige romanische Pfarrkirche Saint-Jean-Baptiste ist Johannes dem Täufer geweiht. Sie wurde jedoch im 15. Jahrhundert erneuert und im 19. Jahrhundert um ca. 4 m nach Osten verlängert und um zwei Seitenschiffe verbreitert; außerdem entstand ein Glockenturm mit steinernem Spitzhelm. Der Mittelteil der Fassade stammt noch aus dem Mittelalter und wurde zusammen mit dem ungewöhnlich gestalteten Tympanon im Jahr 1925 als Monument historique anerkannt.[2]
- Am Ortsrand befinden sich zwei Taubenhäuser (pigeonniers).

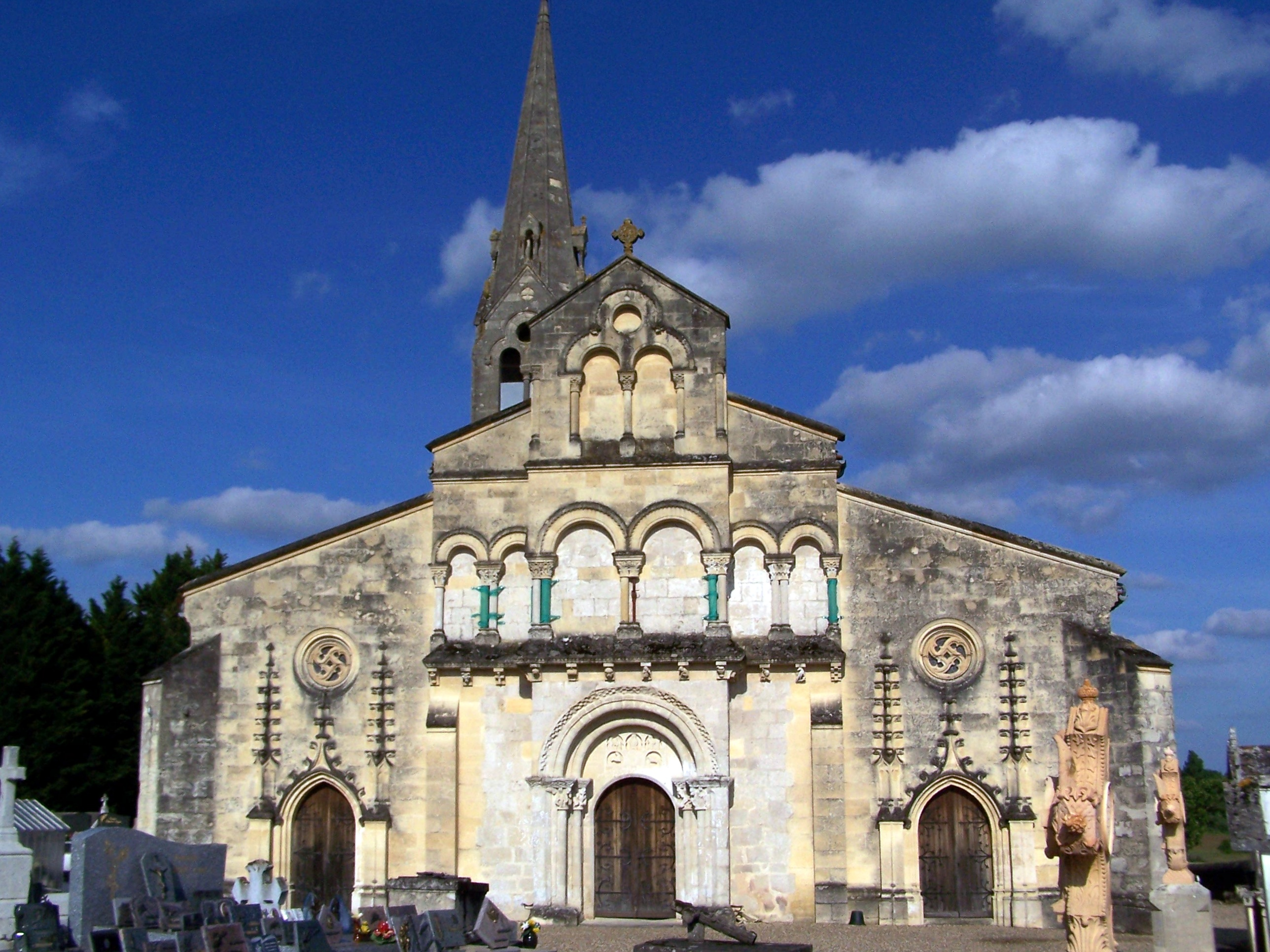
Kirche Saint-Jean-Baptiste
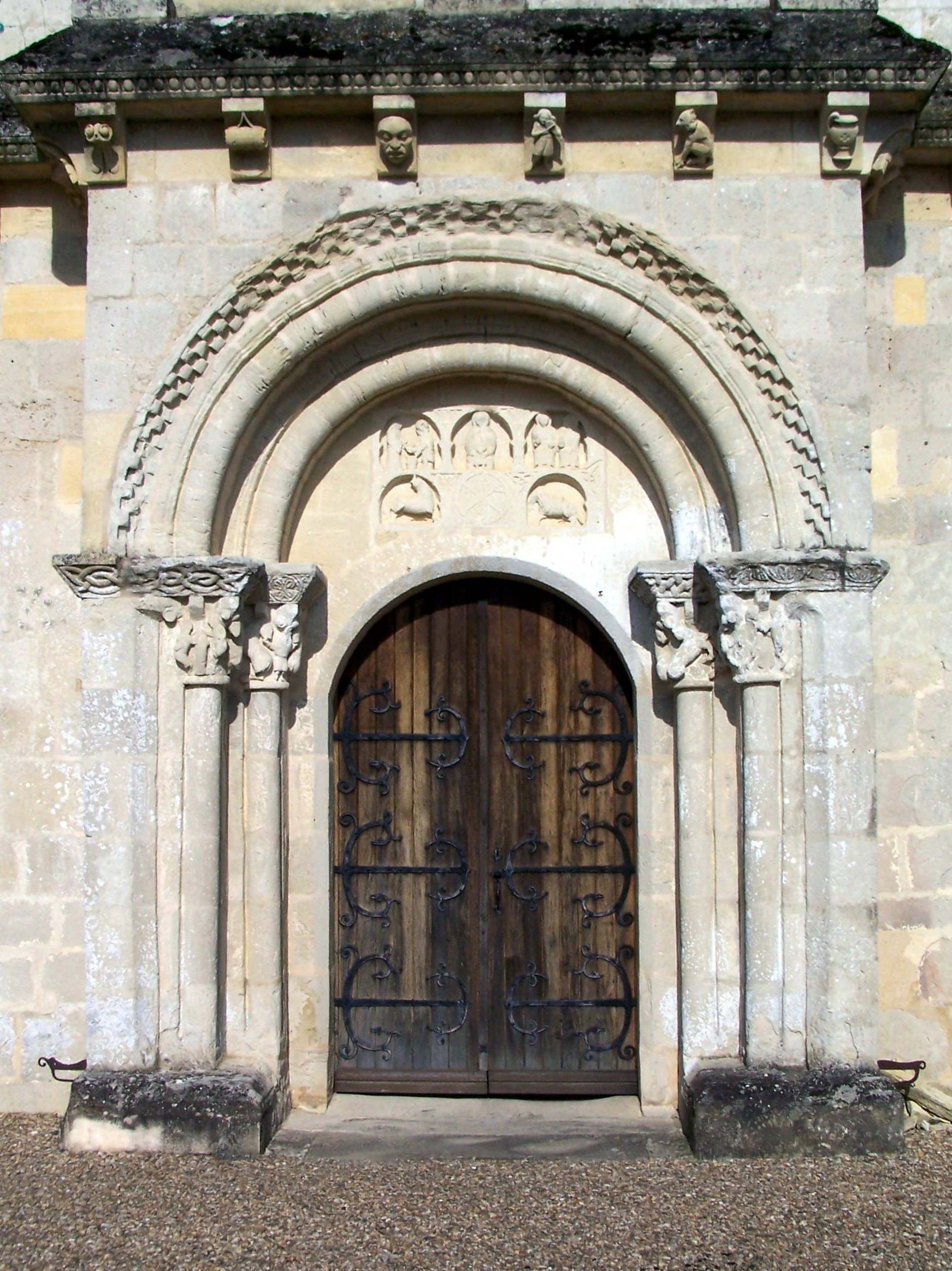
Romanisches Kirchenportal